# Mezquita Faisal

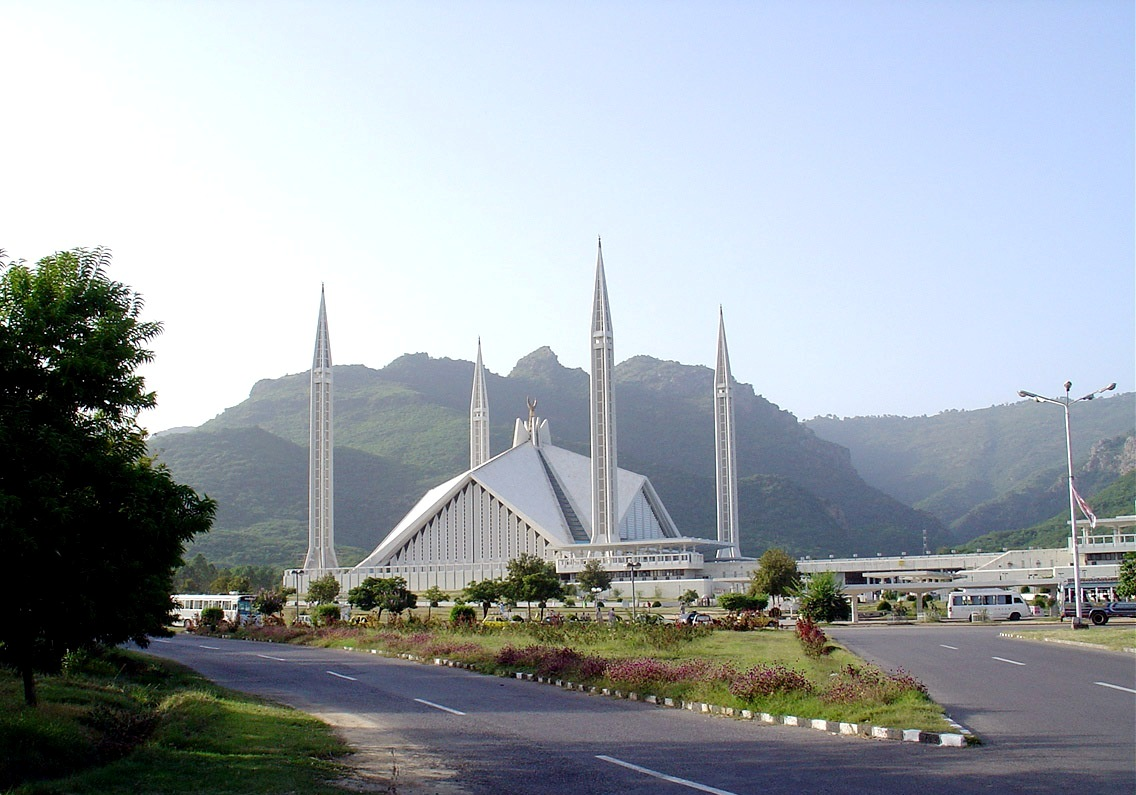
Una vista lateral de la mezquita.

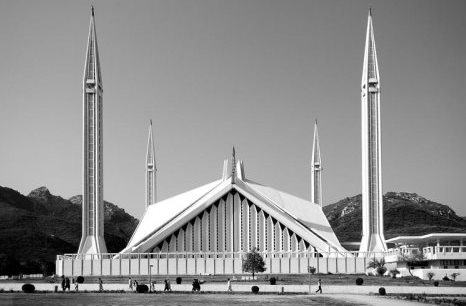
La mezquita Faisal en marzo de 2006.

Shah Faisal Masjid (شاه فيصل مسجد en urdu) es una de las mezquitas más grandes de Asia. Se encuentra en la ciudad de Islamabad, capital de Pakistán. Es una mezquita muy conocida en el mundo islámico y es renombrada por su inmenso tamaño (se dice que es la mezquita más grande del mundo) y su arquitectura. La Mezquita Faisal es además la Mezquita Nacional de Pakistán.

## Historia
El primer impulso para la mezquita comenzó en 1966, cuando el rey Faisal bin Abdelaziz de Arabia Saudí la sugirió durante una visita a Islamabad, con motivo del ingreso de Pakistán en la Comunidad Islámica Mundial. En 1969 hubo un concurso internacional donde arquitectos de 17 países presentaron 43 propuestas. Luego de 4 días de deliberación, se eligió el diseño del arquitecto turco Vedat Dalokay. La construcción comenzó en 1976 por Azim Khan y fue financiada por el Gobierno saudí, por un costo de más de 130 millones de riyales saudíes. El rey Faisal fue determinante en la financiación, y tanto la mezquita como la ruta que lleva hacia ella fueron nombradas con su nombre luego de su asesinato en 1975. La mezquita se completó en 1986. El mausoleo del general Muhammad Zia-ul-Haq está adyacente a la mezquita.

## Localización
Está localizada en el extremo de Shaharah-e-Islamabad, lo que la coloca al final de la ciudad y frente a un magnífico contraste con las Colinas Margalla. Es el punto central de Islamabad, y el más famoso y reconocido ícono de la ciudad.